# Howard Johnson

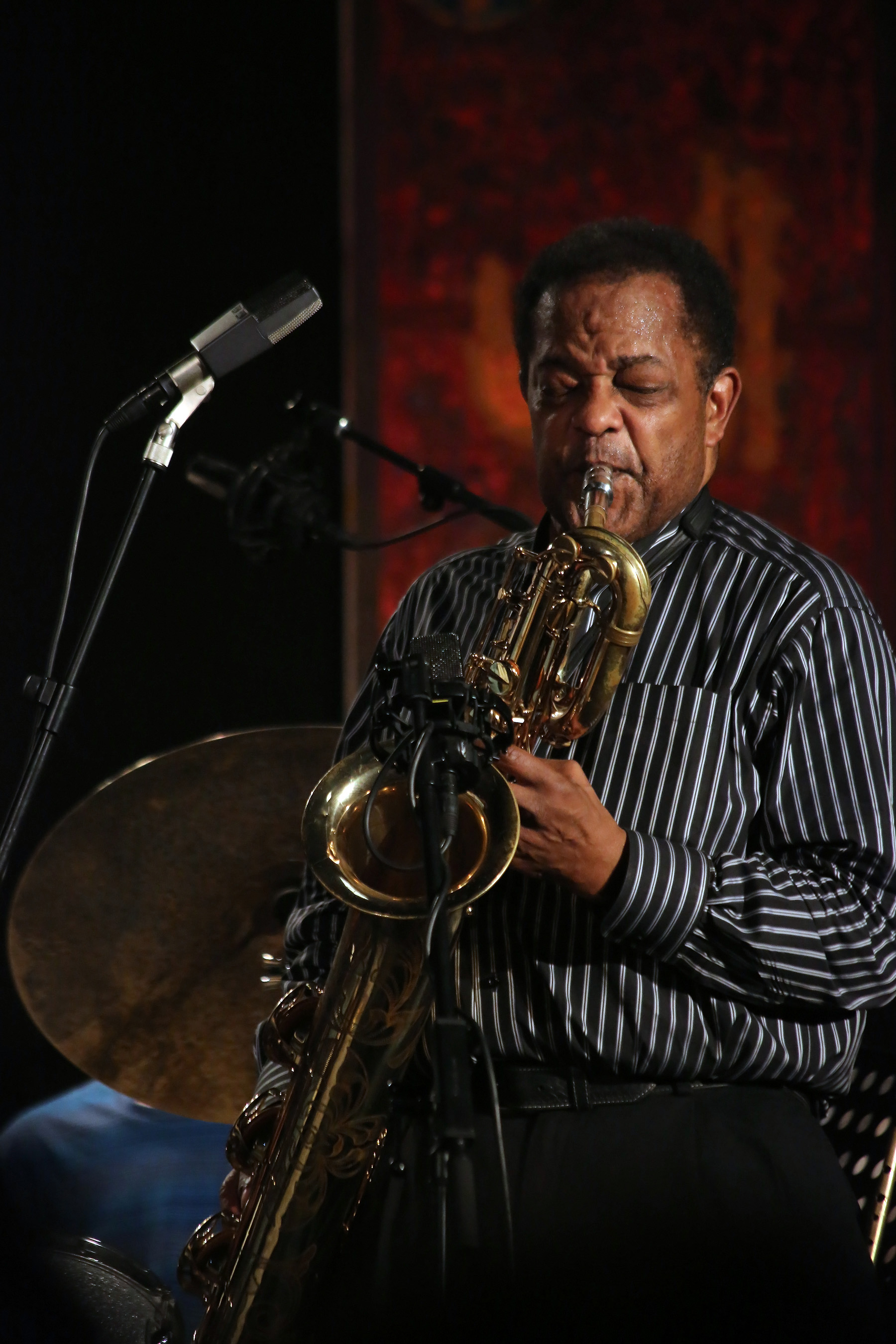
Howard Johnson (INNtöne 2013)

Howard Lewis Johnson (* 7. August 1941 in Montgomery, Alabama; † 11. Januar 2021 in New York City) war ein US-amerikanischer Baritonsaxophonist, Tubaspieler, Komponist und Arrangeur.

## Leben und Wirken
Johnson wuchs in einer Kleinstadt in der Nähe von Cleveland, (Ohio) auf. Mit elf Jahren spielte er Baritonsaxophon in der Schulband, danach Tuba. Während seiner Dienstzeit in der Kriegsmarine lernte er Klarinette und Altsaxophon, die er aber später nicht professionell einsetzte. Auf Anraten Eric Dolphys ging er 1963 nach New York City, wo er mit der lokalen Musikszene in Kontakt kam. Erste Plattenaufnahmen machte Johnson als Baritonsaxophonist mit Bill Dixon und Hank Crawford; 1965 holte ihn Charles Mingus für seine Music Written for Monterey. 1966 spielte er erstmals bei Archie Shepp, mit dem er dessen Album Mama Too Tight einspielte. Allmählich wurde Johnson vom reinen Bandmitglied zum Solisten. Er spielte in der Band von Josephine Baker und Marvin Gaye. Er war auch Mitglied des Jazz Composer’s Orchestra. 1967 ließ sich Johnson für einige Zeit in Los Angeles nieder und arbeitete dort unter anderen mit den Bands von Oliver Nelson und Quincy Jones zusammen.
Wieder zurück in New York war Johnson 1969 kurze Zeit Mitglied des Thad Jones/Mel Lewis Orchestra, aber auch von Charlie Hadens Liberation Music Orchestra; er war an der Aufnahme von Escalator over the Hill beteiligt und trat mit Gato Barbieri auf. Zudem spielte er immer wieder in den verschiedenen Formationen von Gil Evans, so bei der Aufnahme von Svengali 1973, dessen Europatournee 1974 und dem Album There Comes a Time 1975 und späteren Auftritten mit dem Monday Night Orchestra. Nach 1970 wirkte er auch an Plattenproduktionen von Rock- und Bluesmusikern mit. So stellte er ein Tuba-Quartett für Taj Mahal zusammen, das am Album The Real Thing mitwirkte. Er war auch bei den Aufnahmen von John Lennon, The Band (Rock of Ages, The Last Waltz 1971), B. B. King beteiligt. Ab 1975 arbeitete Johnson als Arrangeur für viele New Yorker Formationen. 1972 war er Gastsolist beim Konzert Charles Mingus and Friends in Concert. Ab 1976 gehörte er der George Gruntz Concert Jazz Band an, danach Peter Herbolzheimers Gala-All Star Band.
1977 gründete er das Tuba-Sextett Gravity, unter anderem mit Dave Bargeron, Bob Stewart, Tom Malone, mit der er seitdem mehrere Alben eingespielt hat. 1985 gastierte Johnson beim Jazzfest Berlin mit einem Baritonsaxophonisten-Allstar-Ensemble, im gleichen Jahr holte ihn George Gruntz für das szenische Oratorium The Holy Grail of Jazz and Joy in Graz.
Anfang der 1990er war Johnson fünf Jahre in Hamburg, um in der NDR Bigband zu spielen. Außerdem machte er in diesen Jahren Plattenaufnahmen mit George Gruntz, Miles Davis und Quincy Jones, John Scofield, Barbara Dennerlein, John Clark (I Will, 1997) und anderen Musikern, legte aber auch das erste Album unter eigenem Namen vor.

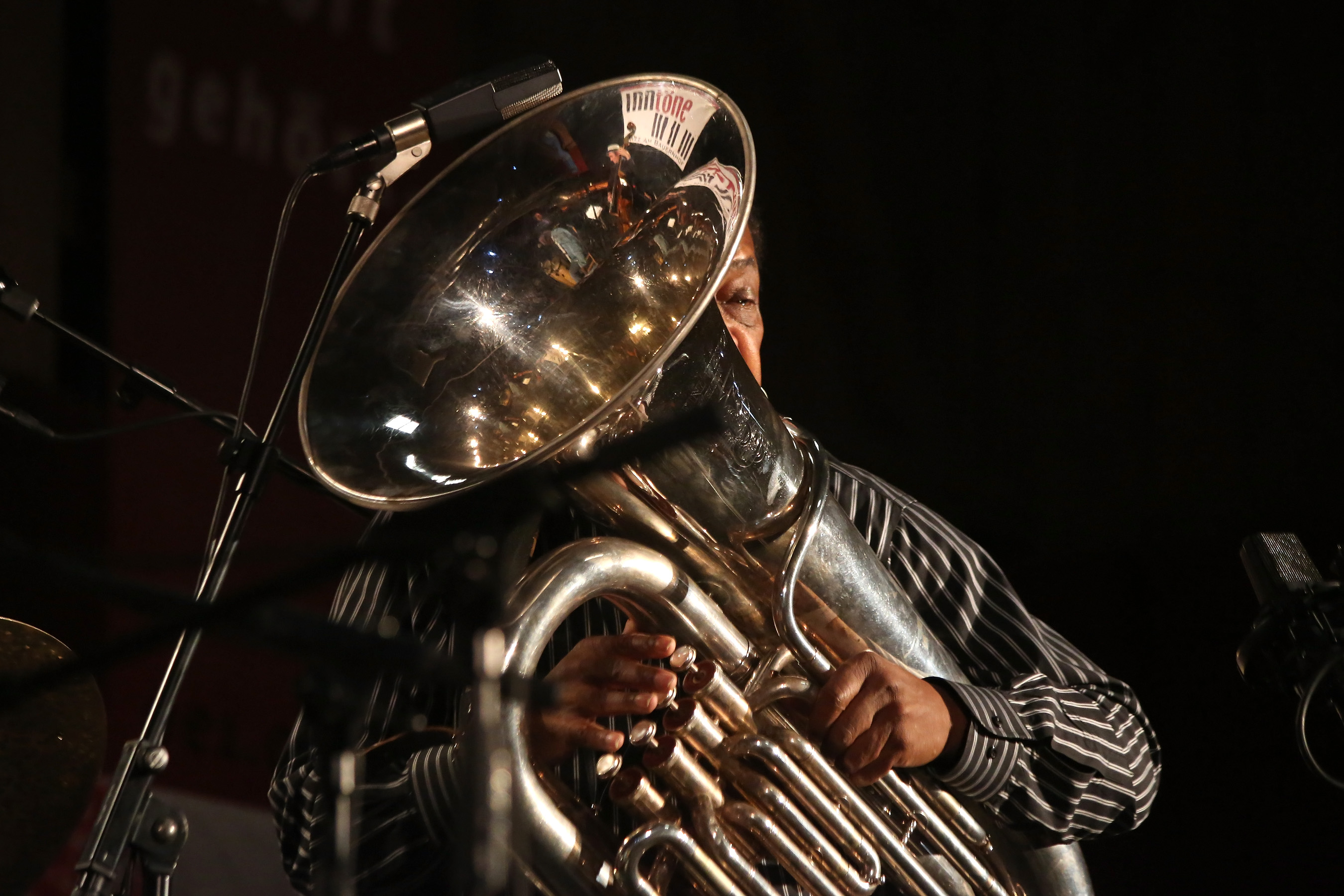
Howard Johnson (INNtöne 2013)

Das Verdienst von Howard Johnson ist es, zusammen mit Bob Stewart die Tuba vom reinen Bläserbass zum anerkannten Soloinstrument entwickelt zu haben. Er sagte dazu: „Was an der Tuba witzig sein soll, ist eigentlich schlecht: entweder hässlich oder laut. Der einzige Grund, dass die Tuba einen schlechten Ruf hat, liegt darin, dass sie schlecht gespielt wird.“ Ab Mitte der 1970er Jahre nahm Johnson den führenden Platz in der Kategorie Verschiedene Instrumente in den Polls der Jazzmagazine Down Beat und Jazz Forum ein und verdrängte damals Roland Kirk von dieser Position. Johnson starb im Januar 2021 nach längerer Krankheit.
Der Tubist und Baritonsaxophonist Howard Johnson ist nicht zu verwechseln mit dem 1905 in Boston geborenen Altsaxophonisten und Klarinettisten gleichen Namens.

## Diskographie (Auswahl)

### Unter eigenem Namen
- Howard Johnson: Arrival (Verve, 1994)
- Howard Johnson & Gravity: Gravity!!! (Polygram, 1995) mit den Tubisten Bob Stewart, Earl McIntyre, Dave Bargeron, Tom Malone, Joe Dailey, Carl Kleinsteuber, Marcus Rojas u. a.
- Howard Johnson & Gravity: Right Now! (Verve, Polygram, 1998)
- Howard Johnson & Gravity: Testimony (2017)

### Mit anderen Bands als Solist
- Carla Bley: Tropic Appetites (Watt, 1973–74), Escalator Over The Hill
- Gary Burton: A Genuine Tong Funeral (RCA, 1967–68)
- Miles & Quincy Live at Montreux (Warner, 1991)
- Taj Mahal: The Real Thing (Columbia, 1971)
- Pharoah Sanders: Izipho Zam (My Gifts) (Strata-East, 1973)
- Gil Evans: Svengali (Atlantic, 1973, Re-release bei ACT), The Gil Evans Orchestra Plays the Music of Jimi Hendrix (RCA, 1974), The Honey Man (Newtone)
- Barbara Dennerlein: Junkadoo (Verve 1996)
- Dexter Gordon: Sophisticated Giant (Columbia, 1977)
- Charlie Haden: Liberation Music Orchestra (Impulse, 1968)
- Jazz Composers Orchestra: Communications (JCOA, 1968)
- Jack De Johnette Special Edition: Album Album (ECM, 1984)
- NDR Big Band: Bravissimo (ACT 1992)
- Jaco Pastorius: Jaco Pastorius (Sony, 1975)
- Jaco Pastorius: Word of Mouth (Warner, 1981)
- John Scofield: Quiet (Verve, 1996)
- Archie Shepp: Mama Too Tight (Impulse!, 1966)
- Tray of Silver  (Nippon Columbia 1989)

Mit der George Gruntz Concert Jazz Band
- The George Gruntz Conert Jazz Band with Guest Star Elvin Jones (MPS, 1978)
- At Zürich Schauspielhaus (Kenwood, 1981, erschienen 1984)
- Live 82 (Amiga, 1982)
- Theatre (ECM, 1983, erschienen 1984)
- Happening Now! (Hat Hut, 1987)
- First Prize (Enja, 1989)
- Blues ´n´ Dues et Cetera (Enja, 1991)
- Beyond Another Wall (TCB, 1991)
- Joe Daley: The Seven Deadly Sins (Jaro, 2010)